# Oberea semifuscipennis
Oberea semifuscipennis är en skalbaggsart som beskrevs av Stefan von Breuning 1950. Oberea semifuscipennis ingår i släktet Oberea och familjen långhorningar. Inga underarter finns listade i Catalogue of Life.